# Ampusongan
Ampusongan (Barangay ng Ampusongan) es un antiguo municipio, hoy barrio rural filipino perteneciente al municipio de Bakun en la provincia de Benguet, Región Administrativa de La Cordillera, también denominada Región CAR.

## Geografía
Situado 5 km al sureste de la Población, linda al norte con el barrio de Dalipey, al sur con el municipio de Kibungan, al este con el barrio de Gambang y al noroeste con la Población.

## Historia
En 1846 Clavería plantea transformar la Comandancia de igorrotes en un Gobierno militar y político agregando nueve pueblos de Pangasinán y tres de Ilocos del Sur más algunas rancherías de infieles.
El 18 de octubre de 1854 se establece, al sur de Bontoc y al este de Ilocos, la Comandancia de Cayán. En 1858 aquel territorio cambia su nombre por el de Lepanto.
Durante la ocupación estadounidense de Filipinas forma parte de la subprovincia de Lepanto.
En 1937 se produce la fusión de los municipios de Ampusongan y Bakun.
Bakun pertenecía a la sup-provincia de Amburayan.